# Lịch sử (sách của Herodotos)
Lịch sử (tiếng Hy Lạp: Ἱστορίαι, phát âm tiếng Hy Lạp: [historíai̯]; tiếng Anh The History) là một bộ sách lịch sử của Herodotus. Tác phẩm được các nhà sử học đánh giá đã khai sinh chuyên ngành nghiên cứu lịch sử của nền văn minh phương Tây.
Tác phẩm được Herodotus viết bằng tiếng Hi Lạp cổ đại vào năm 430 trước Công nguyên, nó ghi chép về các truyền thống cổ xưa, các vấn đề chính trị, địa lý và xung đột của các nền văn hóa khác nhau ở Hy Lạp, Tây Á và Bắc Phi vào thời điểm đó. Mặc dù quan điểm của tác phẩm (cũng chính là quan điểm của Herodotus) không hoàn toàn khách quan nhưng nó vẫn là một trong những nguồn quan trọng nhất của các sử gia để nghiên cứu về lịch sử phương Tây cổ đại. Hơn nữa, nó đã thiết lập chuyên ngành nghiên cứu về lịch sử ở thế giới phương Tây (mặc dù đã có sự tồn tại của các văn bản ghi chép lịch sử và biên niên sử từ trước đó).
Lịch sử cũng là một trong những tài liệu sớm nhất ghi chép về sự trỗi dậy của Đế chế Ba Tư, cũng như các sự kiện và nguyên nhân của Chiến tranh Hy Lạp-Ba Tư vào thế kỷ thứ 5 trước Công nguyên.
Trong các ấn bản hiện đại Lịch sử thường được in thành chín cuốn sách, mỗi cuốn được đặt tên theo tên của các Nàng thơ Muse.

## Tái bản ở Việt Nam
Ở Việt Nam, tác phẩm được PGS-TS Lê Đình Chi biên dịch và xuất bản với tiêu đề Lịch sử (Historiai). Cuốn sách đã đạt giải A, là giải cao nhất của Giải thưởng sách quốc gia năm 2020.